# Klaus Kremper
Klaus Kremper (* 29. März 1962 in Kamp-Bornhofen) ist ein deutscher Manager.

## Leben
Klaus Kremper leistete von 1981 bis 1983 seinen Wehrdienst als Reserveoffizieranwärter bei der Heeresflugabwehrtruppe. Heute ist er Major der Reserve ausgebildet als Kommandeur eines Flugabwehrkampfverbandes, später als Militärattaché. Parallel studierte er Maschinenbau (Diplom, 1987) in Koblenz und Wirtschaftsingenieurwesen (Diplom, 1990) in Paderborn.
Er wurde 1993 an der Universität Trier in Volkswirtschaftslehre (mathematische Ökonomie/Spieltheorie) zum Dr. rer. pol. promoviert und forschte u. a. in Paris und an der Yale University (USA). Anschließend war er bis 1996 als Bereichsleiter für die Daimler-Benz Aerospace tätig, u. a. als Vertriebschef für Daimler-Benz Airport System in Fernost-Asien. Von 1998 bis 2000 leitete er das Business Center Aeronautics in München.
2002 wurde er Vorstandsmitglied der DB Cargo für den Eisenbahnbetrieb, wo er seit 2000 die Modernisierung des defizitären Staatsunternehmens leitete. 2003 übernahm er den Vorstandsvorsitz der Railion Deutschland, der Güterverkehrssparte der Deutschen Bahn (später DB Schenker Rail, heute wieder DB Cargo). 2005 wurde Kremper in die DB-Konzernleitung (Executive Board) bestellt. In seiner Zeit als Vorstandsvorsitzender stieg der Umsatz von zwei auf fünf Milliarden Euro, der Gewinn lag zuletzt bei rund 300 Millionen Euro. 2009 schied Kremper auf eigenen Wunsch aus.
Nach Tätigkeiten für mehrere Private-Equity-Unternehmen wechselte er Anfang 2012 zum Stahlkonzern Knauf Interfer, zunächst als stellvertretender Vorstandsvorsitzender. Zum 1. Juli 2012 übernahm er den Vorstandsvorsitz, modernisierte das angeschlagene Unternehmen und brachte es zurück auf Profitabilitätskurs. Anfang 2016 gründete er als geschäftsführender Gesellschafter die bis 2018 bestehende Particon Industrie Holding, um Unternehmen zu entwickeln.
2017 gründete Klaus Kremper mit anderen ehemaligen Bahnmanagern das Startup One Fiber, das er bis 2022 als CEO führte. Das Unternehmen hat ein Konzept entwickelt, um entlang des Schienennetzes der Deutschen Bahn ein 27.000 Kilometer langes Glasfasernetz aufzubauen. Nach Einschätzung des TÜV Rheinland sei das Vorhaben eine Chance für „ein sicheres Netz in Deutschland“ und könne zudem helfen, „rund zehn Milliarden Euro beim flächendeckenden Breitbandausbau einzusparen“.

## Soziales und politisches Engagement
Klaus Kremper unterstützt Sozialprojekte und engagiert sich in der katholischen Kirche. 2025 wurde er zum Vorsitzenden des Rheinhessendom e.V. gewählt.
Kremper ist Mitglied der CDU und war zur Landtagswahl in Rheinland-Pfalz 2021 Mitglied des CDU-Praktikerteams im Bereich Wirtschaft.